# Love Over Gold
Love Over Gold je četvrti album britanskog rock sastava Dire Straits, izdan 1982. godine.

## Povijest
Zbog svojih dugih instrumentalnih dionica specifičnog ozračja spominje se kao jedini album grupe koji nalikuje progresivnom rocku, ali ga sasvim ne postiže.
Album Love Over Gold se prodao u 4,4 milijuna primjeraka u Europi, a u SAD-u je dostigao zlatni status (tj. pola milijuna prodanih primjeraka) tek 1986. godine.
To je ujedno i zadnji album na kojemu je svirao bubnjar Pick Withers.
Pjesmu "Private Dancer", za koju je prvotno planirano da se nađe na albumu, grupa je snimila kao instrumentalnu verziju bez vokala. Mark Knopfler je odlučio da bi ženski glas bio prikladniji i ustupio je pjesmu Tini Turner za njen povratnički album istog imena.
"The Way It Always Starts," još jedna pjesma napisana tijekom snimanja albuma "Love Over Gold", završila je na Knopflerovoj glazbi za film "Local Hero" a otpjevao ju je Gerry Rafferty.
Pjesma "Badges, Posters, Stickers and T-Shirts" je izbačena s albuma, no izdana je u Ujedinjenom Kraljevstvu kao 'B' strana singla "Private Investigations", i naknadno je izdana u SAD-u kao četvrta pjesma na EP izdanju ExtendedancEPlay.
Album je digitalno obrađen i izdan 1996. godine s ostatkom kataloga Dire Straitsa u većini zemalja izvan SAD-a. Tamo je pušten u prodaju tek 19. rujna 2000. godine.

## Popis pjesama
Sve pjesme je napisao Mark Knopfler.
1. "Telegraph Road" – 14:15
2. "Private Investigations" – 6:45
3. "Industrial Disease" – 5:49
4. "Love Over Gold" – 6:16
5. "It Never Rains" – 7:54

## Osoblje
- Mark Knopfler – gitara, vokali
- Alan Clark – klavir, orgulje, sintesajzer
- John Illsley – bas-gitara
- Hal Lindes – ritam gitara
- Pick Withers – bubnjevi

### Dodatno osoblje
- Mike Mainieri – marimba, vibrafon (na drugoj i četvrtoj pjesmi)
- Ed Walsh – sintesajzer

## Glazbene liste
Album Love Over Gold je proveo 200 tjedana na glazbenoj listi Ujedinjenog Kraljevstva. U Australiji je bio dvanaesti najprodavaniji album 1982. godine i šesti najprodavaniji 1983. godine. 

### Album
| Godina | Glazbena lista         | Pozicija |
| ------ | ---------------------- | -------- |
| 1982.  | Australija             | 1.       |
| 1982.  | Austrija               | 1.       |
| 1982.  | Italija                | 1.       |
| 1982.  | Norveška               | 1.       |
| 1982.  | Ujedinjeno Kraljevstvo | 1.       |
| 1982.  | Švedska                | 2.       |
| 1982.  | SAD                    | 19.      |
| 1983.  | Australija             | 1.       |

### Singlovi
| Godina | Pjesma                   | SAD | Austrija | Italija | Švicarska | Ujedinjeno Kraljevstvo |
| ------ | ------------------------ | --- | -------- | ------- | --------- | ---------------------- |
| 1982.  | "Private Investigations" | -   | #19      | #28     | #4        | #2                     |
| 1983.  | "Industrial Disease"     | #75 | -        | -       | -         | -                      |